# Platanista
Platanista (Familie Platanistidae) ist eine Gattung der Zahnwale, die in großen Flüssen im Norden des Indischen Subkontinents verbreitet ist. Es werden zwei Arten unterschieden, der eigentliche Gangesdelfin (Platanista gangetica) im Ganges-Brahmaputra-System und der Indusdelfin (Platanista minor) im Indus.

## Merkmale
Platanista-Arten haben eine lang ausgezogene und leicht aufwärts gebogene Schnauze. Sie sind zwei bis drei Meter lang, wobei Weibchen im Schnitt etwas größer als Männchen sind und bis zu hundert Kilogramm wiegen. Die Rückenflosse ist klein und unauffällig. In all diesen Merkmalen gleichen die Platanista-Arten dem Amazonasdelfin, obwohl nur eine entfernte Verwandtschaft zu diesem besteht.
Die Körperfarbe ist dunkelgrau; die Unterseite ist etwas heller als die Oberseite. Den Augen fehlt eine Linse, und sie sind verkümmert. Mit den Augen können die Delfine allenfalls noch Helligkeitsunterschiede ausmachen. Die wirkliche Orientierung erfolgt über die Echo-Ortung. Offenbar hat das Leben im schlammigen Wasser den Gesichtssinn verkümmern lassen.

## Verbreitung

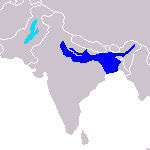
Verbreitung der Platanista-Arten

Die Platanista-Arten leben in unterschiedlichen Flusssystemen. Der Gangesdelfin bewohnt das Ganges-Brahmaputra-System im Nordosten Indiens und in Bangladesch. Die andere Art, der Indusdelfin, lebt im Mittellauf des Indus in Zentral-Pakistan. Ihre Verbreitung war einst wahrscheinlich viel größer und umfasste auch zahlreiche Nebenflüsse des Indus.

## Lebensweise
Platanista-Arten leben für gewöhnlich einzelgängerisch. Sie bekommen ihren Nachwuchs zum Beginn der indischen Trockenzeit. Das einzige Junge ist etwa 70 cm lang und wird ein Jahr gesäugt. Die Nahrung sind Fische und aus dem Bodenschlamm gegrabene wirbellose Organismen.

## Systematik
Ganges- und Indusdelfin galten ursprünglich als eine Art. In den 1970ern setzte sich die Auffassung durch, sie als getrennte Arten zu führen. 1998 kam Dale W. Rice in seinem weithin als Standardwerk akzeptierten Marine Mammals of the World: Systematics and Distribution zu dem Schluss, dass es keine weitreichenden morphologischen Unterschiede gebe, die eine Trennung rechtfertigten. Er vereinte beide wieder als eine Art und führte den Indusdelfin als Unterart des Gangesdelfins. Andere Werke wie Nowak 1999 oder Wilson & Reeder 2005 führen die beiden Populationen hingegen als getrennte Arten.
Die Gangesdelfine vertreten eine eigene Familie der Zahnwale. Mit den anderen Flussdelfinen wie den Amazonas-Flussdelfinen verbinden sie der gemeinsame Lebensraum sowie morphologische Gemeinsamkeiten, die durch konvergente Evolution entstanden sein dürften. Früher wurden die Gangesdelfine manchmal zusammen mit dem Amazonas-, dem La-Plata- und dem Chinesischen Flussdelfin in eine eigene Familie (Platanistidae) oder Überfamilie (Platanistoidea) klassifiziert, dem widersprechen jedoch molekulargenetische Untersuchungen. Heute gelten die Gangesdelfine als einzige Überbleibsel einer einst in mehreren Familien verbreiteten Entwicklungslinie der Wale. Phylogenetisch bilden sie die Schwestergruppe eines gemeinsamen Taxons aus Flussdelfinen und Delfinartigen.
Die Familie Platanistidae kommt heute nur noch in Südasien vor, hatte früher jedoch eine weitere Verbreitung. 2024 wurde ein Angehöriger der Familie aus Südamerika beschrieben. Pebanista yacuruna lebte im Miozän in einem großen Seen- und Sumpfgebiet im oberen Amazonasbecken und war mit einer Länge von etwa 3 Metern der größte bekannte Süßwasserdelfin.

## Bedrohung

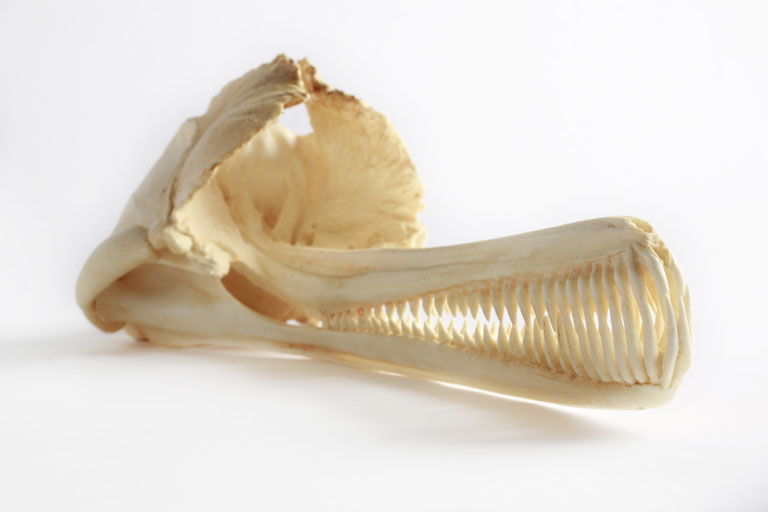
Abguss eines Indusdelfin-Schädels im Kindermuseum von Indianapolis

Beide Platanista-Arten sind gefährdet, da sie sich immer wieder in Fischernetzen verfangen, durch Schleusen und Staudämme eingeschränkt und durch Gifteinleitungen in die Flüsse unfruchtbar werden. Zudem werden in manchen Regionen Gangesdelfine gefangen; ihr Fleisch gilt zwar als wertlos, aber ihr Tran gilt als Aphrodisiakum, und das Fleisch wird als Köder beim Angeln nach Welsen verwendet. Beide Arten stehen als stark gefährdet (endangered) auf der Roten Liste der IUCN.